# Минчева, Донка
Донка Минчева (род. 9 мая 1973, Карлово, Пловдивская область) — болгарская тяжелоатлетка, выступавшая в весовых категориях до 53 кг и до 48 кг. Чемпионка мира и участница Олимпийских игр.

## Биография
Донка Минчева родилась 9 мая 1973 года.

## Карьера
Донка Минчева участвовала на взрослом чемпионате мира в Афинах в 1999 году. Болгарская тяжелоатлетка участвовала в весовой категории до 48 килограммов и подняла в рывке 80 кг, а в толчке 113,5 кг. Общего результата в 192,5 кг оказалось достаточно, чтобы стать чемпионкой мира.
Донка Минчева участвовала на Олимпийских играх 2000 года, где женская тяжёлая атлетика дебютировала в программе. В весовой категории до 48 килограммов болгарской спортсменке не удалось зафиксировать ни одного веса в рывке и она выбыла из соревнований.
На чемпионате мира 2002 года в Варшаве Донка Минчева перешла в весовую категорию до 53 килограммов и заняла пятое место с результатом 197,5 кг (87,5 + 110).
На чемпионате мира 2007 года в Чиангмае Донка Минчева стала лишь девятнадцатой с результатом 159 килограммов в весовой категории до 48 кг. На чемпионате Европы 2008 года она стала шестой, подняв в сумме 177 кг в весовой категории до 53 кг.
Донка Минчева и другие болгарские тяжелоатлеты были дисквалифицированы на четыре года и отстранены от Олимпиады-2008.